# Черновське (Вачський район)
Черновське (рос. Черновское) — присілок в Вачському районі Нижньогородської області Російської Федерації.
Населення становить 91 особу. Входить до складу муніципального утворення Филінська сільрада.

## Історія
Від 2009 року входить до складу муніципального утворення Филінська сільрада.

## Населення
| 1859 | 1905 | 1926 | 1999 | 2002 | 2010 |
| ---- | ---- | ---- | ---- | ---- | ---- |
| 269  | ↗308 | ↗439 | ↘175 | ↘163 | ↘91  |